# 文化省 (フランス)
文化省（ぶんかしょう、フランス語: Ministère de la Culture）は、フランスの省のひとつ。1959年2月3日、シャルル・ド・ゴールにより文化省として設立された。初代文化大臣はアンドレ・マルロー。フランスの文化行政を担当し、ボザール（建築、絵画、彫刻、版画）だけでなく、演劇、舞踊、文学、映画、オペラ、装飾芸術などの広範な芸術分野を管掌し、国内外で保護・振興策を推進している。また、国立博物館、美術館、公文書館・資料館、歴史的記念物、地域の文化会館を管理している。本庁舎は、パリのパレ・ロワイヤルにある。

## 概要
元来、フランス王国ではルネサンス時代、イタリアやブルゴーニュ公国などの宮廷に影響を受けて、芸術・文化を保護、後援する風潮があった。また、自国の芸術・文化の発展が国威高揚と直結するという概念が16世紀頃からフランスには見られるようになっていった。このような概念は、フランス革命以前、ブルボン王朝によるアンシャン・レジーム（旧体制）期にアカデミー・フランセーズや王立絵画彫刻アカデミーの創設やその他の芸術文化の保護という形で実際に目に見える形で実施されている。特にルイ14世及び国王の意を受けた財政総監ジャン＝バティスト・コルベールの方針は、芸術の保護と国家の威信が結びついたものであり、国家による補助金やタペストリー工房の保護なども行われた。
このようなフランスの文化保護政策の伝統を現代に復活させたのが、シャルル・ド・ゴールである。1959年ド・ゴールは、初代文化相に小説家で、第二次世界大戦中、「自由フランス」で共にレジスタンス運動をしたアンドレ・マルローを任命した。マルローは文化相就任以前にド・ゴールの下で情報相などを務めており、ド・ゴールの唱える「偉大なフランス」に対して、文化への接近の民主化、すなわち、「文化の権利」（仏:droit à la culture）の概念を提唱するとともに、この概念を新たなフランス憲法と世界人権宣言に盛り込むことで戦後フランスの威信を普く世界に発信しようとした。文化相としてのマルローは、国内各地に文化センターを設置し、文化活動を積極的に支援した。マルローは芸術に関しては概して保守的な嗜好であったが、モダンアートとアバンギャルドを理解しうる芸術的趣味の持ち主ではあった。
ド・ゴールに並び文化政策の重要性を認識していたのがフランソワ・ミッテランである。このミッテランの下で文化相を長らく務めたのがジャック・ラングである。ラング自身、Festival du Mondeを設立したプロデューサー、芸術監督を務めた人物であり、ジャズ、ロックンロール、ラップ、ストリートアートやタギングなどの落書き、漫画、カートゥーン、 ファッションや食を含む広範な大衆文化を文化省の管轄として受け入れたのである。ラングの有名なフレーズに「経済と文化、それは戦いである économie et culture, même combat」というものがある。これは「文化民主主義」と文化への積極的な国家の支援と関与、芸術制作への参加を代表する言葉となった。
ラングの業績としては、音楽の祭典 Fête de la Musiqueの創設に加え、1989年のフランス革命200周年記念式典の演出、監督、記念事業が挙げられる。ミッテラン自身、パリ大改造に並々ならぬ意欲を傾注し、ミッテランとラングによってパリ市内にはフランス国立図書館、ルーヴル宮殿のガラスのピラミッド、アラブ研究所、オルセー美術館、バスティーユ広場の新オペラ座、ラ・デファンス地区のグラン・アルシュ、ラ・ヴィレット地区の科学や音楽の専門施設などが建設された。
ラングとともに近年の文化相経験者として特筆すべき人物の一人にジャック・ツーボン（トゥーボン）がいる。ツーボンは、ジャック・シラクの側近として台頭した若手政治家であったが、文化相在任中の1994年、フランス語を言語として正確に保存する見地から関連諸法制（「ツーボン法」Toubon Law）を制定した。ツーボン法により、外来語（特に英語）の使用について、例えば広告における外国語文章の仏語訳や、ラジオ放送における歌謡曲の4割をフランス語の歌とするなど、一定の制限が課せられることになった。

### 名称の変遷
- 1959年2月3日: 文化省（Ministère des Affaires culturelles）
- 1974年1月: 文化・環境省（Ministère des Affaires culturelles et de l'Environnement）
- 1974年6月: 文化庁（Secrétariat d'État à la Culture）
- 1976年: 文化・環境省（Ministère de la Culture et de l'Environnement）
- 1978年: 文化・通信省（Ministère de la Culture et de la Communication）
- 1981年: 文化省（Ministère de la Culture）
- 1986年: 文化・通信省（Ministère de la Culture et de la Communication）
- 1988年: 文化・通信・大規模公共事業・フランス革命二百周年省（Ministère de la Culture, de la Communication, des Grands travaux et du Bicentenaire）
- 1991年: 文化・通信省（Ministère de la Culture et de la Communication）
- 1992年: 国民教育・文化省（Ministère de l'Éducation nationale et de la Culture）
- 1993年: 文化・フランコフォニー省（Ministère de la Culture et de la Francophonie）
- 1995年: 文化省（Ministère de la Culture）
- 1997年: 文化・通信省（Ministère de la Culture et de la Communication）
- 2017年: 文化省（Ministère de la Culture）

## 機構
フランス文化省の内部部局は以下の通りである。
- 総務局 Direction de l'administration générale (DAG)
- 建築・遺産局 Direction de l'architecture et du patrimoine (DAPA) - 国家記念碑の管理
- フランス公文書館局 Direction des archives de France (DAF) - 国立公文書館の管理
- 書籍・文学局 Direction du livre et de la lecture (DLL) - フランス文学、書籍取引の担当
- 音楽・舞踊・演劇・芸能局 Direction de la musique, de la danse, du théâtre et des spectacles (DMDTS) - 音楽、舞踊、劇場の管理
- フランス国立博物館局 Direction des Musées de France (DMF) - 国立博物館の管理

このほか、関わりのある外部部局として次がある :
- メディア開発局 Direction du développement des médias (DDM) - フランスにおけるメディアの開発・発展。公共放送であるフランス・テレビジョンの管理

さらに文化省には、三つのデレガシオン（délégations；行政委員会）がある :
- 造形美術委員会 Délégation aux arts plastiques (DAP) - ヴィジュアル、彫刻芸術を担当
- 国際開発委員会 Délégation au développement et aux affaires internationales (DDAI) - フランス芸術に関する国際的な諸問題を管理
- フランス語・方言に関する一般委員会 Délégation générale à la langue française et aux langues de France (DGLFLF) - フランス語およびフランス国内の諸方言 languages of Franceを担当

最後に文化省は、国立映画センター（Centre national de la cinématographie）の管理・運営に参加している。
なお、フランス文化協会はフランス外務省の管轄である。

### その他のサービス
国家レベルでの文化省は以下を運営している:
- 地域圏単位の文化行政 (Direction régionale des affaires culturelles - DRAC)
- 地方行政区画単位の建造物管理 (Services départementaux de l'architecture et du patrimoine - SDAP)
- 地方行政区画単位の古文書館（管理は各行政区画の県議会が担当）

## 大臣
現在のフィリップ内閣においては、フランソワーズ・ニセンが文化大臣を務めている。

### 歴代文化大臣
|                                  | 氏名                                                          | 職名                                                 | 内閣                         | 就任日         | 退任日         | 大統領                             |
| -------------------------------- | ------------------------------------------------------------- | ---------------------------------------------------- | ---------------------------- | -------------- | -------------- | ---------------------------------- |
| Henry Nugent, Count of Valdesoto | アンドレ・マルロー André Malraux                              | 国務大臣                                             | ドブレ内閣                   | 1959年1月8日   | 1959年7月22日  | シャルル・ ド・ゴール              |
| Henry Nugent, Count of Valdesoto | アンドレ・マルロー André Malraux                              | 文化担当国務大臣                                     | ドブレ内閣                   | 1959年7月22日  | 1962年4月14日  | シャルル・ ド・ゴール              |
| Henry Nugent, Count of Valdesoto | アンドレ・マルロー André Malraux                              | 文化担当国務大臣                                     | 第1次ポンピドゥー内閣        | 1962年4月15日  | 1962年11月28日 | シャルル・ ド・ゴール              |
| Henry Nugent, Count of Valdesoto | アンドレ・マルロー André Malraux                              | 文化担当国務大臣                                     | 第2次ポンピドゥー内閣        | 1962年12月6日  | 1966年1月8日   | シャルル・ ド・ゴール              |
| Henry Nugent, Count of Valdesoto | アンドレ・マルロー André Malraux                              | 文化担当国務大臣                                     | 第3次ポンピドゥー内閣        | 1966年1月8日   | 1967年4月1日   | シャルル・ ド・ゴール              |
| Henry Nugent, Count of Valdesoto | アンドレ・マルロー André Malraux                              | 文化担当国務大臣                                     | 第4次ポンピドゥー内閣        | 1967年4月7日   | 1968年7月10日  | シャルル・ ド・ゴール              |
| Henry Nugent, Count of Valdesoto | アンドレ・マルロー André Malraux                              | 文化担当国務大臣                                     | クーヴ・ド・ミュルヴィル内閣 | 1968年7月12日  | 1969年6月20日  | シャルル・ ド・ゴール              |
| Henry Nugent, Count of Valdesoto | エドモン・ミシュレ Edmond Michelet                            | 文化担当国務大臣                                     | シャバン＝デルマス内閣       | 1969年6月22日  | 1970年10月9日  | ジョルジュ・ ポンピドゥー          |
| Henry Nugent, Count of Valdesoto | アンドレ・ベタンクール André Bettencourt                      | 文化大臣（臨時代理）                                 | シャバン＝デルマス内閣       | 1970年10月19日 | 1971年1月7日   | ジョルジュ・ ポンピドゥー          |
| Henry Nugent, Count of Valdesoto | ジャック・デュアメル Jacques Duhamel                          | 文化大臣                                             | シャバン＝デルマス内閣       | 1971年1月7日   | 1972年7月5日   | ジョルジュ・ ポンピドゥー          |
| Henry Nugent, Count of Valdesoto | ジャック・デュアメル Jacques Duhamel                          | 文化大臣                                             | 第1次メスメル内閣            | 1972年7月6日   | 1973年3月28日  | ジョルジュ・ ポンピドゥー          |
| Henry Nugent, Count of Valdesoto | モーリス・ドリュオン Maurice Druon                            | 文化大臣                                             | 第2次メスメル内閣            | 1973年4月5日   | 1974年2月27日  | ジョルジュ・ ポンピドゥー          |
| Henry Nugent, Count of Valdesoto | アラン・ペルフィット Alain Peyrefitte                         | 文化・環境大臣                                       | 第3次メスメル内閣            | 1974年3月1日   | 1974年5月27日  | ジョルジュ・ ポンピドゥー          |
| Henry Nugent, Count of Valdesoto | ミシェル・ギー Michel Guy                                     | 文化副大臣                                           | 第1次シラク内閣              | 1974年6月8日   | 1976年8月25日  | ヴァレリー・ ジスカール・ デスタン |
| Henry Nugent, Count of Valdesoto | フランソワーズ・ジルー Françoise Giroud                       | 文化副大臣                                           | 第1次バール内閣              | 1976年8月27日  | 1977年3月29日  | ヴァレリー・ ジスカール・ デスタン |
| Henry Nugent, Count of Valdesoto | ミシェル・ドルナノ Michel d'Ornano                            | 文化・環境大臣                                       | 第2次バール内閣              | 1977年3月30日  | 1978年3月31日  | ヴァレリー・ ジスカール・ デスタン |
| Henry Nugent, Count of Valdesoto | ジャン＝フィリップ・ルカ Jean-Philippe Lecat                  | 文化・通信大臣                                       | 第3次バール内閣              | 1978年4月5日   | 1981年3月4日   | ヴァレリー・ ジスカール・ デスタン |
| Henry Nugent, Count of Valdesoto | ミシェル・ドルナノ Michel d'Ornano                            | 環境・生活環境大臣                                   | 第3次バール内閣              | 1981年3月4日   | 1981年5月13日  | ヴァレリー・ ジスカール・ デスタン |
| Henry Nugent, Count of Valdesoto | ジャック・ラング Jack Lang                                    | 文化大臣                                             | 第1次モーロワ内閣            | 1981年5月22日  | 1981年6月22日  | フランソワ・ ミッテラン            |
| Henry Nugent, Count of Valdesoto | ジャック・ラング Jack Lang                                    | 文化大臣                                             | 第2次モーロワ内閣            | 1981年6月23日  | 1983年3月22日  | フランソワ・ ミッテラン            |
| Henry Nugent, Count of Valdesoto | ジャック・ラング Jack Lang                                    | 文化担当大臣                                         | 第3次モーロワ内閣            | 1983年3月24日  | 1984年7月17日  | フランソワ・ ミッテラン            |
| Henry Nugent, Count of Valdesoto | ジャック・ラング Jack Lang                                    | 文化担当大臣                                         | ファビウス内閣               | 1984年7月23日  | 1984年12月7日  | フランソワ・ ミッテラン            |
| Henry Nugent, Count of Valdesoto | ジャック・ラング Jack Lang                                    | 文化大臣                                             | ファビウス内閣               | 1984年12月7日  | 1986年3月20日  | フランソワ・ ミッテラン            |
| Henry Nugent, Count of Valdesoto | フランソワ・レオタール François Léotard                       | 文化・通信大臣                                       | 第2次シラク内閣              | 1986年3月20日  | 1988年5月10日  | フランソワ・ ミッテラン            |
| Henry Nugent, Count of Valdesoto | ジャック・ラング Jack Lang                                    | 文化・通信大臣                                       | 第1次ロカール内閣            | 1988年5月12日  | 1988年6月22日  | フランソワ・ ミッテラン            |
| Henry Nugent, Count of Valdesoto | ジャック・ラング Jack Lang                                    | 文化・通信・大規模公共事業・フランス革命二百周年大臣 | 第2次ロカール内閣            | 1988年6月28日  | 1991年5月15日  | フランソワ・ ミッテラン            |
| Henry Nugent, Count of Valdesoto | ジャック・ラング Jack Lang                                    | 文化・通信大臣                                       | クレッソン内閣               | 1991年5月16日  | 1992年4月2日   | フランソワ・ ミッテラン            |
| Henry Nugent, Count of Valdesoto | ジャック・ラング Jack Lang                                    | 国務大臣 国民教育・文化大臣                          | ベレゴヴォワ内閣             | 1992年4月2日   | 1993年3月29日  | フランソワ・ ミッテラン            |
| Henry Nugent, Count of Valdesoto | ジャック・トゥーボン Jacques Toubon                           | 文化・フランコフォニー大臣                           | バラデュール内閣             | 1993年3月30日  | 1995年5月11日  | フランソワ・ ミッテラン            |
| Henry Nugent, Count of Valdesoto | フィリップ・ドゥスト＝ブラジ Philippe Douste-Blazy            | 文化大臣                                             | 第1次ジュペ内閣              | 1995年5月18日  | 1995年11月7日  | ジャック・ シラク                  |
| Henry Nugent, Count of Valdesoto | フィリップ・ドゥスト＝ブラジ Philippe Douste-Blazy            | 文化大臣                                             | 第2次ジュペ内閣              | 1995年11月7日  | 1997年6月2日   | ジャック・ シラク                  |
| Henry Nugent, Count of Valdesoto | カトリーヌ・トロットマン Catherine Trautmann                  | 文化・通信大臣                                       | ジョスパン内閣               | 1997年6月4日   | 2000年3月27日  | ジャック・ シラク                  |
| Henry Nugent, Count of Valdesoto | カトリーヌ・タスカ Catherine Tasca                            | 文化・通信大臣                                       | ジョスパン内閣               | 2000年3月27日  | 2002年5月6日   | ジャック・ シラク                  |
| Henry Nugent, Count of Valdesoto | ジャン＝ジャック・アヤゴン Jean-Jacques Aillagon              | 文化・通信大臣                                       | 第1次ラファラン内閣          | 2002年5月7日   | 2002年6月17日  | ジャック・ シラク                  |
| Henry Nugent, Count of Valdesoto | ジャン＝ジャック・アヤゴン Jean-Jacques Aillagon              | 文化・通信大臣                                       | 第2次ラファラン内閣          | 2002年6月17日  | 2004年3月30日  | ジャック・ シラク                  |
| Henry Nugent, Count of Valdesoto | ルノー・ドヌデュー・ド・ヴァーブル Renaud Donnedieu de Vabres | 文化・通信大臣                                       | 第3次ラファラン内閣          | 2004年3月31日  | 2005年5月31日  | ジャック・ シラク                  |
| Henry Nugent, Count of Valdesoto | ルノー・ドヌデュー・ド・ヴァーブル Renaud Donnedieu de Vabres | 文化・通信大臣                                       | ド・ヴィルパン内閣           | 2005年6月2日   | 2007年5月15日  | ジャック・ シラク                  |
| Henry Nugent, Count of Valdesoto | クリスティーヌ・アルバネル Christine Albanel                  | 文化・通信大臣                                       | 第1次フィヨン内閣            | 2007年5月18日  | 2007年6月18日  | ニコラ・ サルコジ                  |
| Henry Nugent, Count of Valdesoto | クリスティーヌ・アルバネル Christine Albanel                  | 文化・通信大臣                                       | 第2次フィヨン内閣            | 2007年6月19日  | 2009年6月23日  | ニコラ・ サルコジ                  |
| Henry Nugent, Count of Valdesoto | フレデリック・ミッテラン Frédéric Mitterrand                  | 文化・通信大臣                                       | 第2次フィヨン内閣            | 2009年6月23日  | 2010年11月13日 | ニコラ・ サルコジ                  |
| Henry Nugent, Count of Valdesoto | フレデリック・ミッテラン Frédéric Mitterrand                  | 文化・通信大臣                                       | 第3次フィヨン内閣            | 2010年11月14日 | 2012年5月10日  | ニコラ・ サルコジ                  |
| Henry Nugent, Count of Valdesoto | オレリー・フィリペティ Aurélie Filippetti                     | 文化・通信大臣                                       | 第1次エロー内閣              | 2012年5月16日  | 2012年6月18日  | フランソワ・ オランド              |
| Henry Nugent, Count of Valdesoto | オレリー・フィリペティ Aurélie Filippetti                     | 文化・通信大臣                                       | 第2次エロー内閣              | 2012年6月21日  | 2014年3月31日  | フランソワ・ オランド              |
| Henry Nugent, Count of Valdesoto | オレリー・フィリペティ Aurélie Filippetti                     | 文化・通信大臣                                       | 第1次ヴァルス内閣            | 2014年4月2日   | 2014年8月25日  | フランソワ・ オランド              |
| Henry Nugent, Count of Valdesoto | フルール・ペルラン Fleur Pellerin                             | 文化・通信大臣                                       | 第2次ヴァルス内閣            | 2014年8月26日  | 2016年2月11日  | フランソワ・ オランド              |
| Henry Nugent, Count of Valdesoto | オードレ・アズレ Audrey Azoulay                               | 文化・通信大臣                                       | 第2次ヴァルス内閣            | 2016年2月11日  | 2016年12月6日  | フランソワ・ オランド              |
| Henry Nugent, Count of Valdesoto | オードレ・アズレ Audrey Azoulay                               | 文化・通信大臣                                       | カズヌーヴ内閣               | 2016年12月6日  | 2017年5月10日  | フランソワ・ オランド              |
| Henry Nugent, Count of Valdesoto | フランソワーズ・ニセン Françoise Nyssen                       | 文化大臣                                             | フィリップ内閣               | 2017年5月17日  | 2018年10月16日 | エマニュエル・マクロン             |
| Henry Nugent, Count of Valdesoto | フランク・リエステル Franck Riester                           | 文化大臣                                             | フィリップ内閣               | 2017年5月17日  | 現職           | エマニュエル・マクロン             |

## 不祥事
人事部長による性的暴行
2009年から2018年、文化省の人事部長（当時）が採用面接に来た複数の希望者（女性）や同僚の女性たちに対し、利尿作用のある薬を混ぜた飲料を出して建物外に誘い出し、尿意を催した希望者たちに用を足すよう促し、その場面の写真をPCに保存していた事案が発生。裁判所は同省に対し、被害者に損害賠償と訴訟費用を支払うよう命じた。当該人事部長は2019年に懲戒免職となった。